# Guo Guoting
Guo Guoting (Chinesisch: 郭 国 汀, * 10. Januar 1958) stammt aus dem Landkreis Changting, Stadt Longyan, Provinz Fujian in China. Guo studierte an der Universität in Jilin, China Rechtswesen und absolvierte sein Studium im Jahr 1984. Guo ist ehemaliger chinesischer Rechtsanwalt und Mitbegründer der Tian Yi Anwaltskanzlei in Schanghai. Guo war einer der wenigen Rechtsanwälte in China, die Dissidenten und verfolgte Falun-Gong-Praktizierende verteidigten. Er vertrat den inhaftierten Anwalt Zheng Enchong und den Journalisten Shi Tao. Aufgrund dieser Aktivitäten sollen ihm die Behörden in Schanghai seine Rechtsanwaltslizenz entzogen haben. Ein Jahr, nachdem er das Recht, seinen Beruf auszuüben, und seine Bewegungsfreiheit verloren hatte, wanderte er nach Kanada aus. Guo war Gastwissenschaftler an der Universität von Viktoria in Kanada und lebt momentan in Vancouver, British Columbia, Kanada.
Guo ist Vermittler der China Maritime Schiedskommission, Mitglied der internationalen Anwaltskammer, Mitglied des Ausschusses für Seerecht und des Ausschusses für Internationales Handelsrecht. Er ist Gastprofessor der Universität in Wuhan, der Maritime-Universität in Schanghai und der Wirtschafts- und Handels-Universität Chinas. Guo hat mehrere juristische Fachbücher verfasst und übersetzt sowie mehrere Abhandlungen in den Bereichen Handelsrecht, Schiedsgerichtsverfahren, internationales Handelsrecht und Seerecht veröffentlicht.

## Verteidigung von Dissidenten
Die Lawyer’s Rights Watch in Kanada berichtete 2005, dass das Justizamt in Schanghai dem chinesischen Menschenrechtsanwalt Guo Guoting ein Jahr Berufsverbot auferlegte, weil er die Kommunistische Partei entehrt und verleumdet haben soll. Diese Aktion war eine von mehreren Schikanierungen, die Guo in den vorhergegangenen Monaten, wegen seiner Verteidigungsarbeit von Aktivisten und Dissidenten, ertragen musste. Die New York Times nannte Guo den „zufälligen Aktivisten“, der ein angesehener und bekannter Rechtsanwalt in China war und der sich mehr als 20 Jahre auf das Schifffahrtsrecht spezialisiert hatte, bevor er 2003 mit Menschenrechtsverteidigungen begann.
Seit 2003 war Guo Rechtsberater bei einigen umstrittenen Fällen, die Falun-Gong-Anhänger, Aktivistenjournalisten und Cyber-Dissidenten betrafen, darunter die inhaftierten Schriftsteller Shi Tao, Zhang Lin und Huang Jinqiu. Guo bekam ein Jahr Arbeitsverbot, wurde angeklagt und unter Hausarrest gestellt. Die chinesischen Behörden erwähnten, dass der Grund für ihre Entscheidung, die von Guo geschriebenen Artikel seien, die er ins Internet gestellt haben soll. Darunter war ein Artikel, der bei der Online-Ausgabe der Zeitung Epoch Times am 16. Februar veröffentlicht worden war, in dem er erklärte, dass er Qu Yanlai, einen Falun-Gong-Praktizierenden, der in der Nähe von Schanghai eingesperrt war, verteidigt hatte.

## Medienberichte
Reporter ohne Grenzen, der Spiegel und das Handelsblatt berichteten im Jahr 2005, dass Behörden Chinas dem Anwalt Guo Guoting mit Berufsverbot gedroht haben sollen, weil dieser Autoren und Journalisten verteidigt habe. Guos Kanzlei in Schanghai soll durchsucht und sein Computer beschlagnahmt worden sein.

## Kanadischer Politiker setzt sich für Guo Guoting ein
David Kilgour, ehemaliger Staatssekretär für Asien-Pazifik, Rechtsanwalt und Parlamentsmitglied in Kanada, schrieb 2005 einen Brief an den chinesischen Staatspräsidenten Hu Jintao, in dem er die sofortige Freilassung des Anwalts Guo verlangte. Kilgour forderte auch, dass Guo Guoting seine Arbeit als Anwalt wieder ausnehmen sollte, da er nichts Unrechtes getan hatte. Guo war bei Prozessen involviert, bei denen er Journalisten, Regimekritiker, Falun-Gong-Praktizierende, und einen Anwaltskollegen verteidigt hatte.